# Salvatore Magnasco
Salvatore Magnasco (Portofino, 1º gennaio 1806 – Genova, 12 gennaio 1892) è stato un arcivescovo cattolico italiano.

## Biografia

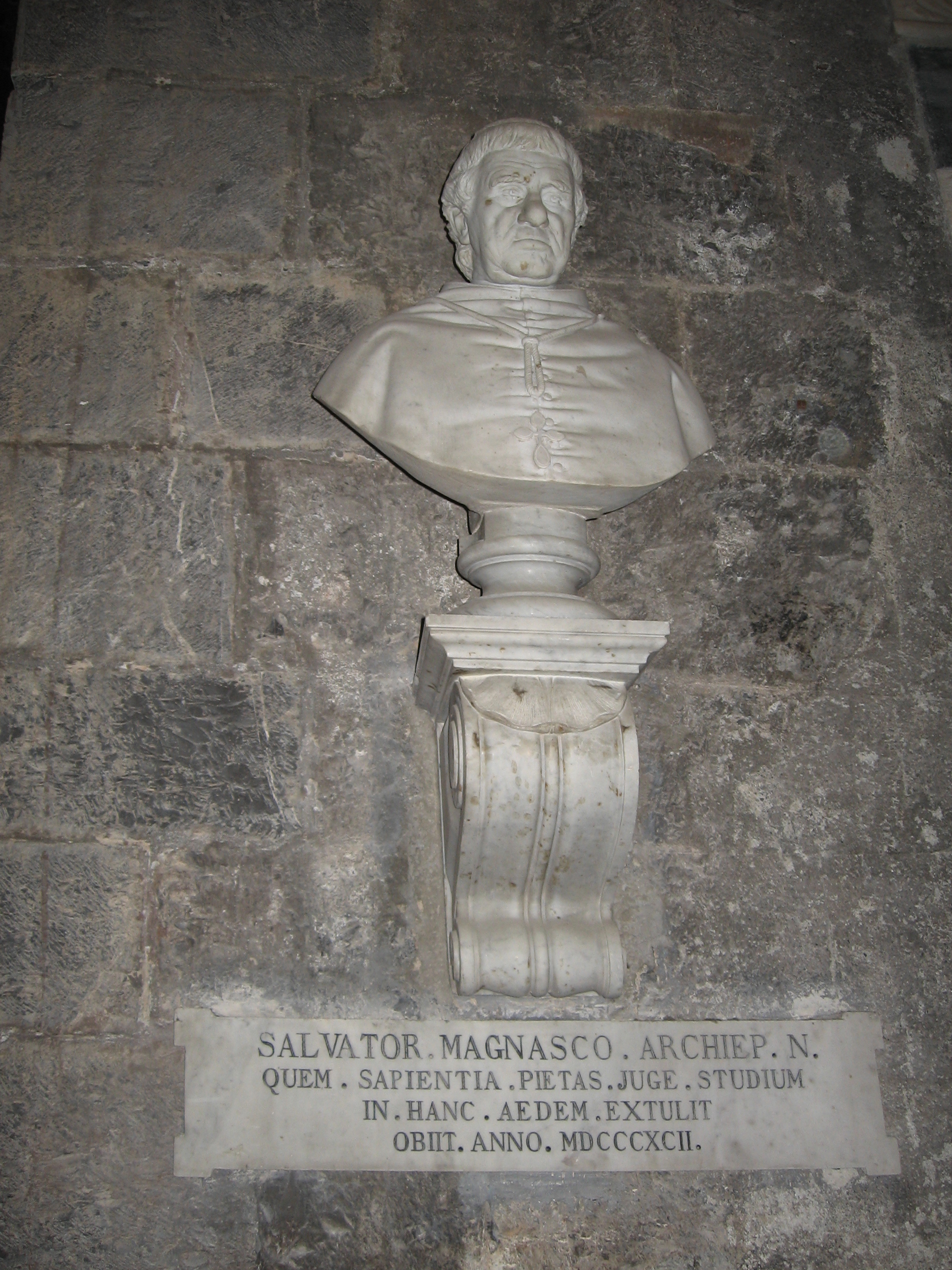
Busto dell'arcivescovo nella cattedrale di Genova

Nacque il 1º gennaio 1806 a Portofino.
Studiò presso il seminario di Genova ed ebbe come professore Antonio Maria Gianelli. Venne ordinato presbitero nel 1828 a Savona.
Fu professore di teologia speculativa nel seminario di Genova.
Fu custode del santuario di Virgo Potens in Borzoli.
Nominato vescovo titolare di Bolina ed ausiliare per l'arcidiocesi di Genova il 7 maggio 1867 da papa Pio IX, fu consacrato vescovo dal cardinale Gustav Adolf von Hohenlohe-Schillingsfürst, coconsacranti gli arcivescovi Paolo Brunoni e François Marinelli.
Tra il 1869 ed il 1870 partecipò ai lavori del Concilio Vaticano I.
Il 27 ottobre 1871 fu eletto arcivescovo di Genova.
Morì nel capoluogo ligure il 12 gennaio 1892, poco dopo aver compiuto 86 anni.

## Genealogia episcopale e successione apostolica
La genealogia episcopale è:
- Cardinale Scipione Rebiba
- Cardinale Giulio Antonio Santori
- Cardinale Girolamo Bernerio, O.P.
- Arcivescovo Galeazzo Sanvitale
- Cardinale Ludovico Ludovisi
- Cardinale Luigi Caetani
- Cardinale Ulderico Carpegna
- Cardinale Paluzzo Paluzzi Altieri degli Albertoni
- Papa Benedetto XIII
- Papa Benedetto XIV
- Cardinale Enrico Enriquez
- Arcivescovo Manuel Quintano Bonifaz
- Cardinale Buenaventura Córdoba Espinosa de la Cerda
- Cardinale Giuseppe Maria Doria Pamphilj
- Papa Pio VIII
- Papa Pio IX
- Cardinale Gustav Adolf von Hohenlohe-Schillingsfürst
- Arcivescovo Salvatore Magnasco

La successione apostolica è:
- Arcivescovo Tommaso Reggio (1877)
- Cardinale Gaetano Alimonda (1877)
- Vescovo Giacinto Rossi, O.P. (1881)